# Daxofoon

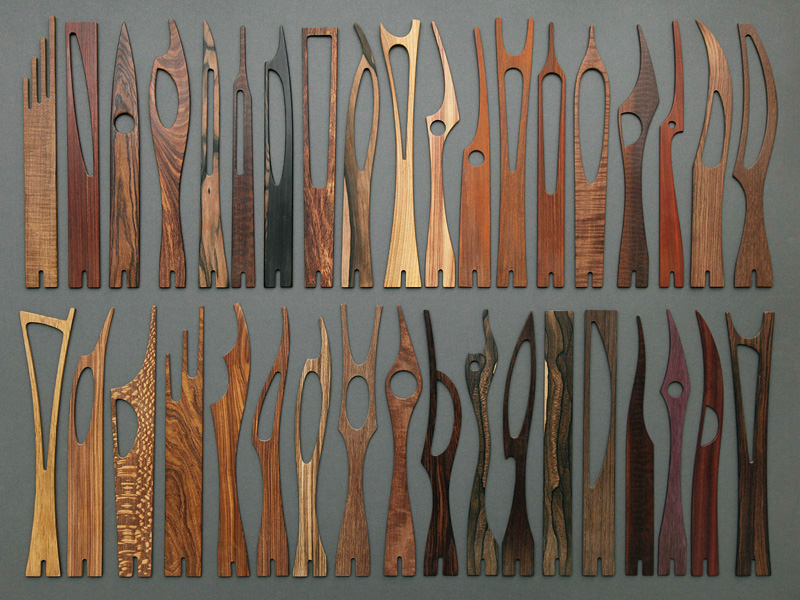
Daxofoon 'tongen'

De daxofoon is een experimenteel muziekinstrument, dat bestaat uit een met een (cello)strijkstok aangestreken stukje hout (de 'tong', waarvan vele verschillende varianten kunnen worden gebruikt). Het stukje hout is in wezen een lamellofoon. Met een houten wigje (de 'dax') kan de toonhoogte (en klankkleur) worden veranderd. Het smalle houten uiteinde dat aangestreken wordt met de strijkstok is verbonden met een versterkerelement (of piëzo-pickup) dat de houttrilling omzet in een elektrisch signaal.

## Klankkleur
Het instrument heeft een vreemde klankkleur. Veel van de geluiden lijken sterk op diergeluiden en geluiden van de mens. Niet alleen het geluid van een stemband, maar merkwaardig genoeg ook geluiden die veel weg hebben van boeren, scheten en andere onsmakelijke geluiden. De uitvinding werd gedaan door Hans Reichel in de jaren tachtig. Hij ontwierp een grote serie verschillende vormen voor het vibrerende gedeelte. Elk van deze kronkelige vormen heeft zijn eigen klankkarakter in zowel timbre als toonhoogte en bereik (ambitus). Daar Reichel zelf ook typograaf is, maakte hij ook een letterfont van alle vormen.
Op YouTube zijn diverse filmpjes te vinden waarin Reichel het instrument zelf bespeelt.